# Os poETs
Os poETs (oficialmente os poETs) é uma banda brasileira formada em 2001 pelos músicos e poetas Alexandre Brito, Ricardo Silvestrin e Ronald Augusto.

## Discografia
- Música Legal com Letra Bacana (2004)
- os poETs (2009)